# Lijst van gemeenten in het departement Côtes-d'Armor
Hieronder volgt een lijst van de 372 gemeenten (communes) in het Franse departement Côtes-d'Armor (departement 22).

## A
Allineuc
- Andel
- Aucaleuc

## B
Bégard
- Belle-Isle-en-Terre
- Berhet
- Binic
- Bobital
- Le Bodéo
- Boqueho
- La Bouillie
- Bourbriac
- Bourseul
- Bréhand
- Île-de-Bréhat
- Brélidy
- Bringolo
- Broons
- Brusvily
- Bulat-Pestivien

## C
Calanhel
- Callac
- Calorguen
- Le Cambout
- Camlez
- Canihuel
- Caouënnec-Lanvézéac
- Carnoët
- Caulnes
- Caurel
- Cavan
- Les Champs-Géraux
- La Chapelle-Blanche
- La Chapelle-Neuve
- Châtelaudren
- La Chèze
- Coadout
- Coatascorn
- Coatréven
- Coëtlogon
- Coëtmieux
- Cohiniac
- Collinée
- Corlay
- Corseul
- Créhen

## D
Dinan
- Dolo
- Duault

## E
Éréac
- Erquy
- Étables-sur-Mer
- Évran

## F
Le Faouët
- La Ferrière
- Le Fœil
- Fréhel

## G
Gausson
- Glomel
- Gomené
- Gommenec'h
- Gouarec
- Goudelin
- Le Gouray
- Grâces
- Grâce-Uzel
- Guenroc
- Guingamp
- Guitté
- Gurunhuel

## H
La Harmoye
- Le Haut-Corlay
- Hémonstoir
- Hénanbihen
- Hénansal
- Hengoat
- Hénon
- L'Hermitage-Lorge
- Hillion
- Le Hinglé

## I
Illifaut

## J
Jugon-les-Lacs

## K
Kerbors
- Kerfot
- Kergrist-Moëlou
- Kerien
- Kermaria-Sulard
- Kermoroc'h
- Kerpert

## L
Lamballe
- Lancieux
- Landebaëron
- Landébia
- La Landec
- Landéhen
- Lanfains
- Langast
- Langoat
- Langourla
- Langrolay-sur-Rance
- Languédias
- Languenan
- Langueux
- Laniscat
- Lanleff
- Lanloup
- Lanmérin
- Lanmodez
- Lannebert
- Lannion
- Lanrelas
- Lanrivain
- Lanrodec
- Lantic
- Lanvallay
- Lanvellec
- Lanvollon
- Laurenan
- Léhon
- Lescouët-Gouarec
- Le Leslay
- Lézardrieux
- Locarn
- Loc-Envel
- Loguivy-Plougras
- Lohuec
- Loscouët-sur-Meu
- Louannec
- Louargat
- Loudéac

## M
Maël-Carhaix
- Maël-Pestivien
- Magoar
- La Malhoure
- Mantallot
- Matignon
- La Méaugon
- Mégrit
- Mellionnec
- Merdrignac
- Mérillac
- Merléac
- Le Merzer
- Meslin
- Minihy-Tréguier
- Moncontour
- Morieux
- La Motte
- Moustéru
- Le Moustoir
- Mûr-de-Bretagne

## N
Noyal

## P
Pabu
- Paimpol
- Paule
- Pédernec
- Penguily
- Penvénan
- Perret
- Perros-Guirec
- Peumerit-Quintin
- Plaine-Haute
- Plaintel
- Plancoët
- Planguenoual
- Pléboulle
- Plédéliac
- Plédran
- Pléguien
- Pléhédel
- Plélan-le-Petit
- Plélauff
- Plélo
- Plémet
- Plémy
- Plénée-Jugon
- Pléneuf-Val-André
- Plérin
- Plerneuf
- Plésidy
- Pleslin-Trigavou
- Plessala
- Plessix-Balisson
- Plestan
- Plestin-les-Grèves
- Pleubian
- Pleudaniel
- Pleudihen-sur-Rance
- Pleumeur-Bodou
- Pleumeur-Gautier
- Pléven
- Plévin
- Plœuc-sur-Lié
- Ploëzal
- Plorec-sur-Arguenon
- Plouagat
- Plouaret
- Plouasne
- Ploubalay
- Ploubazlanec
- Ploubezre
- Plouëc-du-Trieux
- Plouër-sur-Rance
- Plouézec
- Ploufragan
- Plougonver
- Plougras
- Plougrescant
- Plouguenast
- Plouguernével
- Plouguiel
- Plouha
- Plouisy
- Ploulec'h
- Ploumagoar
- Ploumilliau
- Plounérin
- Plounévez-Moëdec
- Plounévez-Quintin
- Plourac'h
- Plourhan
- Plourivo
- Plouvara
- Plouzélambre
- Pludual
- Pluduno
- Plufur
- Plumaudan
- Plumaugat
- Plumieux
- Plurien
- Plusquellec
- Plussulien
- Pluzunet
- Pommeret
- Pommerit-Jaudy
- Pommerit-le-Vicomte
- Pont-Melvez
- Pontrieux
- Pordic
- Pouldouran
- Prat
- La Prénessaye

## Q
Quemper-Guézennec
- Quemperven
- Quessoy
- Quévert
- Le Quillio
- Quintenic
- Quintin
- Le Quiou

## R
La Roche-Derrien
- Rospez
- Rostrenen
- Rouillac
- Ruca
- Runan

## S
Saint-Adrien
- Saint-Agathon
- Saint-Alban
- Saint-André-des-Eaux
- Saint-Barnabé
- Saint-Bihy
- Saint-Brandan
- Saint-Brieuc
- Saint-Caradec
- Saint-Carné
- Saint-Carreuc
- Saint-Cast-le-Guildo
- Saint-Clet
- Saint-Connan
- Saint-Connec
- Saint-Denoual
- Saint-Donan
- Saint-Étienne-du-Gué-de-l'Isle
- Saint-Fiacre
- Saint-Gelven
- Saint-Gildas
- Saint-Gilles-du-Mené
- Saint-Gilles-les-Bois
- Saint-Gilles-Pligeaux
- Saint-Gilles-Vieux-Marché
- Saint-Glen
- Saint-Gouéno
- Saint-Guen
- Saint-Hélen
- Saint-Hervé
- Saint-Jacut-de-la-Mer
- Saint-Jacut-du-Mené
- Saint-Jean-Kerdaniel
- Saint-Jouan-de-l'Isle
- Saint-Judoce
- Saint-Julien
- Saint-Juvat
- Saint-Launeuc
- Saint-Laurent
- Saint-Lormel
- Saint-Maden
- Saint-Martin-des-Prés
- Saint-Maudan
- Saint-Maudez
- Saint-Mayeux
- Saint-Méloir-des-Bois
- Saint-Michel-de-Plélan
- Saint-Michel-en-Grève
- Saint-Nicodème
- Saint-Nicolas-du-Pélem
- Saint-Péver
- Saint-Pôtan
- Saint-Quay-Perros
- Saint-Quay-Portrieux
- Saint-Rieul
- Saint-Samson-sur-Rance
- Saint-Servais
- Saint-Thélo
- Sainte-Tréphine
- Saint-Trimoël
- Saint-Vran
- Saint-Igeaux
- Senven-Léhart
- Sévignac
- Squiffiec

## T
Taden
- Tonquédec
- Tramain
- Trébédan
- Trébeurden
- Trébrivan
- Trébry
- Trédaniel
- Trédarzec
- Trédias
- Trédrez-Locquémeau
- Tréduder
- Treffrin
- Tréfumel
- Trégastel
- Tréglamus
- Trégomeur
- Trégon
- Trégonneau
- Trégrom
- Trégueux
- Tréguidel
- Tréguier
- Trélévern
- Trélivan
- Trémargat
- Trémel
- Tréméloir
- Tréméreuc
- Trémeur
- Tréméven
- Trémorel
- Trémuson
- Tréogan
- Tressignaux
- Trévé
- Tréveneuc
- Trévérec
- Trévou-Tréguignec
- Trévron
- Trézény
- Troguéry

## U
Uzel

## V
La Vicomté-sur-Rance
- Le Vieux-Bourg
- Le Vieux-Marché
- Vildé-Guingalan

## Y
Yffiniac
- Yvias
- Yvignac-la-Tour